# Uri Katzenstein
Pour les articles homonymes, voir Katzenstein.

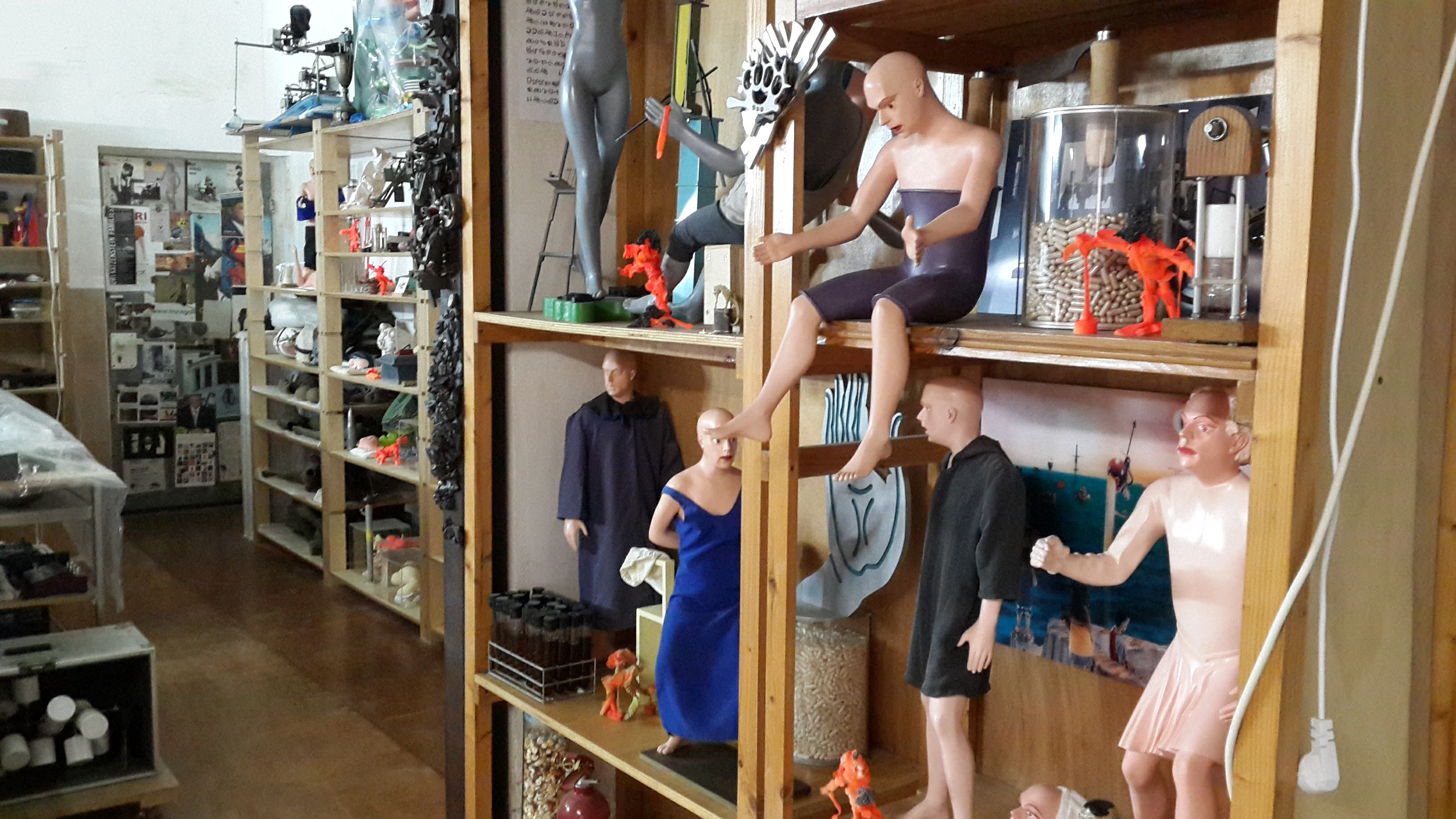
Studio d'Uri Katzenstein (2017).

Uri Katzenstein (en hébreu : אורי קצנשטיין) (né en 1951 à  Tel Aviv (Israël) et mort le 24 août 2018 dans la même ville[réf. nécessaire]) est un sculpteur israélien, artiste visuel, musicien, constructeur d'instruments de musique et des machines sonores et cinéaste.

## Biographie

### Formation
Uri Katzenstein est né à Tel Aviv en Israël en 1951. Dans sa jeunesse, il a joué de la musique et rejoint plusieurs groupes de rock. En 1969, il rejoint les Forces de défense israéliennes et a combattu dans la guerre du Kippour,,. À la fin des années 1970, il a étudié au San Francisco Art Institute et, après avoir obtenu un Master of Fine Arts, déménagé à New York où il a vécu et travaillé tout au long des années 1980.

### Carrière
Ses premières œuvres, à partir de la fin des années 1970, impliquées dans différentes expositions de médias d'avant-garde, la musique, la performance, la vidéo et l'art sonore. Au milieu des années 1990, il a commencé à créer des figurines sculptées, en plus d'objets et de machines sonores qui ont tous été fusionnées et composées comme une visualisation / events écoute {Quoi ?} basée sur le temps.

#### Retour en Israël
Après son retour en Israël, Uri Katzenstein et Noam HaLevi créent le spectacle Midas. En 1993, il a pris part à l'opéra rock Samara par Hallel Mitelpunkt et la bande Nikmat HaTraktor. En 1999, il a publié un album de musique, avec Ohad Fishof, intitulé Skin O Daayba, qui a servi de base pour une performance musicale. En 2001, il crée le spectacle Home avec Renana Raz et Ohad Fishof. Au début des années 2000, il a commencé à créer de l'art vidéo constitué d'événements surréalistes tout en soulignant le sujet de l'identité personnelle. Parmi ses œuvres notables, il y a Pat'shegen (en hébreu : פתשגן) (1993) et Famille de Frères (en hébreu : משפחת האחים) (2000). Son travail de performance précoce a été régulièrement présenté dans des salles de performance légendaires comme The Kitchen, No-Se-No, 8BC et Danceteria. Son travail dans la sculpture, la vidéo et l'installation ont été exposées dans des musées tels que le musée russe (Saint-Pétersbourg), le Chelsea Art Museum (New York), la Kunsthalle de Düsseldorf, le musée d'Israël, le musée d'Art de l'université Duke (Caroline du Nord). Uri Katzenstein a participé à la Biennale de São Paulo (1991), la Biennale de Venise (2001), la Biennale de Buenos Aires (premier prix, 2002) et à la 9e Biennale d'Istanbul (2005). Son travail de performance a été montré dans les théâtres et les galeries à Londres, Berlin, San Francisco, Cardiff (Pays de Galles), Saint Jacques de Compostelle (Espagne), de New York et Tel Aviv,.
Uri Katzenstein donne ensuite des conférences dans le Département des Beaux-Arts à la Faculté des sciences humaines à l'université de Haifa,.

## Récompenses
Prix et distinctions :
- 1982 Prix d'encouragement Créativité , ministère israélien de l'Éducation
- 1989 Prix achèvement travail, ministère israélien de l'Éducation
- 1992 Grant, La Fondation Culturelle Amérique-Israël
- 1998 Subvention pour les créateurs dans le domaine des arts visuels, ministère israélien de l'Éducation
- 2000 Isracart Award, musée d'art de Tel Aviv
- 2001 Award Biennale, Pavillon israélien, Biennale de Venise, Italie
- 2002 1er prix, Biennale d'Art, Buenos Aires, Argentine
- 2014 Dan Sandler et Sandler Prix Fondation pour la sculpture, musée d'art de Tel Aviv[8],[9],[10]
- 2017 Prix Dizengoff

## Livres
- (he) ha-Biʼanaleh ha-benleʼumit ha-21 shel San-Paʼulo 1991, Yiśraʼel (1991), Nurit Daṿid, Yehoshuʻa Borḳovsḳi, Yiśraʼel Rabinovits, Uri Ḳatzenstein (OCLC 58404699)
- (he) פתשגן / Patʹshegen (1993)  (ISBN 978-965-278-130-7)
- (en) Uri Katzenstein : missive : The Israel Museum, Jerusalem, (1993) (OCLC 600838262)
- (en) Families (2000), Duke University, Evans Family Cultural Residency Program. (OCLC 49932271)
- (en) Uri Katzenstein : home : Venice Biennale 2001, the Israeli Pavilion (2001), Uri Katzenstein, Yigal Zalmona, Ishai Adar, Binya Reches (OCLC 753440505)
- (en) Hope machines (2007), Merkaz le-omanut ʻakhshaṿit (Tel Aviv, Israël) (OCLC 477287150)
- (en) Backyard (2015), Tel-Aviv Museum  (ISBN 978-965-539-109-1)